# Botrys (stolica tytularna)
Botrys (łac. Diœcesis Botryenus) – stolica historycznej diecezji w Cesarstwie Rzymskim (prowincja Fenicia I), współcześnie w Libanie. Pierwszym wzmiankowanym biskupem był Porfiriusz (V w.). W XVIII w. formalnie ustanowiona katolickim biskupstwem tytularnym, od 1967 nie jest obsadzona.

## Biskupi tytularni
| Lp. | Biskup                            | Od               | Do                   |
| --- | --------------------------------- | ---------------- | -------------------- |
| 1   | Ernst Friedrich von Twickel       | 27 września 1724 | 17 stycznia 1734     |
| 2   | Pedro Felipe de Azúa e Iturgoyen  | 27 lipca 1735    | 28 lutego 1742       |
| 3   | Ferenc Zichy                      | 24 września 1742 | 16 marca 1744        |
| 4   | Giovanni Carlo Bandi              | 18 grudnia 1744  | 20 marca 1752        |
| 5   | Johann Georg Franz von Stinglheim | 11 lutego 1754   | 15 września 1759     |
| 6   | Juan Manuel Argüelles             | 6 kwietnia 1761  | 12 marca 1770        |
| 7   | Agustín Ayestarán y Landa         | 7 września 1772  | 27 czerwca 1796      |
| 8   | Juan Antonio Tamayo OS            | 24 lipca 1797    | listopad 1799        |
| 9   | Rafael de La Vara                 | 11 sierpnia 1800 | 31 marca 1806        |
| 10  | Jean-François de Hercé            | 1 lutego 1836    | 12 maja 1838         |
| 11  | José Miguel Carrión y Valdivieso  | 27 kwietnia 1840 | 1848                 |
| 12  | Antonio Vincenzo Testa OFMObs.    | 21 grudnia 1874  | 26 maja 1877         |
| 13  | Martin-Jean Pontvianne MEP        | 7 września 1877  | 30 lipca 1879        |
| 14  | Henri-Joseph Bulté SJ             | 23 marca 1880    | 14 października 1900 |
| 15  | Francisco Aguirre Murga OP        | 13 grudnia 1911  | 12 czerwca 1941      |
| 16  | José García Pulgar OSA            | 21 sierpnia 1941 | 30 stycznia 1954     |
| 17  | Edward Douglas                    | 9 lutego 1954    | 12 czerwca 1967      |